# برويل ايسوميريز

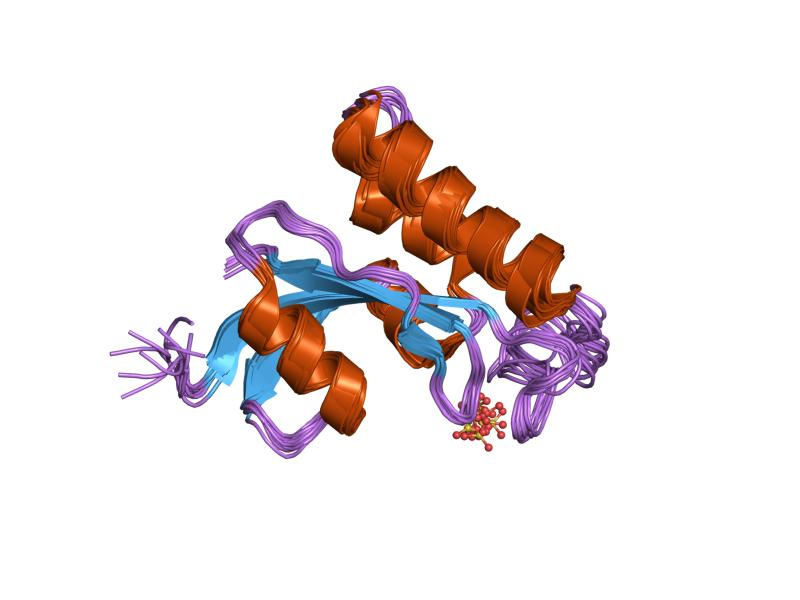

برويل ايسوميريز(بالإنجليزيةProlyl isomeraseː) (أيضا يعرف ب بيبيتايدل بروليل ايسوميريز أو PPlase)
وهو انزيم (EC 5.2.1.8) يوجد في كل من
prokaryotes and eukaryotes وهو يحول الروابط البتيدية في ال cis وال trans مع الحمض الاميني برولاين.
برولاين لديها بشكل غير اعتيادي روابط بيتدية تشكيلية مقيدة وذلك يعود إلى البناء الحلقي لها والسلاسل الجانبية لها المربوطة بحمض النيتروجين الثنائي.
معظم الأحماض الأمينية لديها طاقة قوية تعود الافضلية لتشكل الروابط البتيدية لل trans والتي تعود ل steric hindrance ولكن البناء الغير اعتيادي للبرولين يؤدي لثبات تركيبة ال cis ولذلك كلا الايزوميرات تستقر في ظروف ذات صلة بيولوجيا.
البروتينات مع نشاط البروليل الايزوميراس تتضمن Cyclophine, FKBPS, و parvulin على الرغم من أن البروتينات الكبيرة قد تحتوي على نطاق بروليل ايسوموريز.

## طي البروتين
البرولاين هو فريد من نوعه بين الأحماض الأمينية الطبيعية من حيث إحتوائه اختلاف بسيط في الطاقة الحرة بين الcis في ترتيبه لروابط البتيتايد والبنية الأكثر شيوعا لل trans. 🧄الطاقة النشطة المتطلبة لتحفيز ال isomerisation بين الcis وال trans عالية نسبيا 0~20kcal/mol (c.f.: للروابط البتيدية المنتظمة.. خلافا للروابط البتيدية المنتظمة، روابط الاكس بروليل بيبيتايد لن تتبنى المطابقة المتعمدة تلقائيا، ولذلك عملية ال cis_trans isomerisation يمكنها أن تكون مرحلة تحديد المعدل في عملية طي البروتينات ولذلك بروليل أيسومرايزس يعمل كمرافق لطي البروتينات. الروابط البيتدية ل N _terminal cis. إلى برولاين المعلقة)(residued) دائما تقع في أول معلق لأنواع معينة لادوار ضيقة (tight turn) في بروتين العمود الفقري. البروتينات التي تحتوي على بنية cis_prolines في المكان الأصلي (native State) يتضمن reponucleade A, ribonaclease T1, beta lactamase, cyclophilin وبعض interleukins. طي بروليل اسمورايز يمكن أن يكون محفز ذاتي ولذلك سرعة الطي تعتمد على تركيز المتفاعل. Parvulin والخلايا البشرية FKBP يعتقد بأنها تحفز عملية الطي الخاصة بها.

## دليل على ازمرة البرولين
البراهين على البرولاين ايسومرايزايشن
طرق التعرف على وجود عملية تحديد معدل البرولاين ايسومرايزايشن في حدوث طي البروتين وهي تتضمن:
1_ طاقات التفعيل (التنشيط) ثابتة مع برولاين أيسومرايزيشن، والتي بشكل نموذجي لها تنشيط تقريبا بمقدار 20 kcal/mol
2- حالتين حركيتين للطي ترشد إلى كلا حالتي تجمعات الطي السريع والطي البطئ في حالة عدم الطي أو التفسخ
3_)(قفزة ثنائية) لفحوصات والتي أثبتت أن البرولاين المحتوى على البروتين تم طيه أو اعيد طيه والتجمع التشكيلي للبرولاين الغير محلي يتم دراسته كاداء لحيز (حدود) الطي.
4 _ التسريع في معدل طي الفيترو (vitro folding بإضافة انزيم البروليل
5_ التسريع في معدل طي الفيترو في البروتينات المتحولة تتغير بواحد أو أكثر من بقايا البرولاين المستبدلة بحمض اميني آخر
من المهم أن نذكر بأنه ليس كل رابط برولين بيتيتايد
يكون حاسم للبنية أو لأداء عمل البروتين، وأنه ليس كل رابط كهذا ليه تأثير هام في حركة الطي، وبخاصة روابط الtrans. علاوة على ذلك، بعض انزيمات البروليل لديها درجة من الخصوصية التسلسلية ولذلك قد لا تحفز اسموايزايشن البرولاين في سياق تسلسلي معين.

## فحوصات لنشاط البرولين البروتيني
تم اكتشاف نشاط بروميل إيزوميراز لأول مرة باستخدام مقايسة تعتمد على الكيموتربسين. إن الإنزيم المحلل للبروتينات chymotrypsin له خصوصية عالية للغاية من الببتيدات الأربعة المتبقية Ala-Ala-Pro-Phe فقط عندما تكون رابطة الببتيد البرولين في الحالة العابرة. تؤدي إضافة chymotrypsin إلى محلول يحتوي على ببتيد مراسل مع هذا التسلسل إلى الانقسام السريع لحوالي 90 ٪ من الببتيدات، في حين أن تلك الببتيدات ذات روابط البرولين cis - حوالي 10 ٪ في محلول مائي - يتم تقسيمها بمعدل محدود بواسطة أزمرة البرولين غير المحفز. . ستؤدي إضافة أيزومراز البرولين المحتمل إلى تسريع طور التفاعل الأخير إذا كان له نشاط بروميراز إيزوميراز حقيقي.

## اقرأ أيضا
Balbach J. Schmid FX (2000). «برولين isomerizarion وحفزه في طي البروتين». In Pain RH (ed.). آليات طي البروتين (الطبعة الثانية). أكسفورد [أوكسفوردشاير]: مطبعة جامعة أكسفورد. ISBN 0-19-963788-1.
Fischer G ، Bang H ، Mech C (1984). «[تحديد الحفز الإنزيمي لـ cis-trans-isomerization لربط الببتيد في الببتيدات المحتوية على البرولين]». بيوميد. Biochim. اكتا (بالألمانية). 43 (10): 1101-11. بميد 6395866.